# نورثوودز (میزوری)
نورثوودز (به انگلیسی: Northwoods) یک شهر در ایالات متحده آمریکا است که در شهرستان سنت لوئیس، میزوری واقع شده‌است. نورثوودز ۱٫۸۴ کیلومتر مربع مساحت و ۴٬۲۲۷ نفر جمعیت دارد و ۱۷۰ متر بالاتر از سطح دریا واقع شده‌است.